# 南开大学生命科学学院
南开大学生命科学学院，简称南开大学生科院，成立于1993年6月，现任院长为卜文俊教授。学院现有四幢教学和实验大楼，总面积35,000余平方米，共设有5个学系、5个研究所（中心），1个国家重点实验室、4个省部级重点实验室和2各省部级工程研究中心。

## 系所建制
南开大学生命科学学院设立有微生物学系、生物化学与分子生物学系、遗传学和细胞生物学系、植物生物学和生态学系、动物生物学和发育生物学系等5个学系和；下辖有生物实验教学中心、艾滋病研究中心、肿瘤生物学中心、生命科学实验技术中心等4个教学、实验、研究中心和昆虫学研究所。
生命科学学院建有药物化学生物学国家重点实验室、生物活性材料教育部重点实验室、分子微生物学与技术教育部重点实验室、天津市微生物功能基因组学重点实验室、天津市蛋白质科学重点实验室。微生物功能基因组与检测技术教育部工程研究中心、天津市功能基因组与生物芯片工程研究中心。

## 教学情况
南开大学生命科学学院现有教职工167人，在校本科生500多人，硕士生、博士生和博士后800多人。
南开大学生物学科是国家一级博士学位授权点，设有生物学博士后科研流动站、拥有博士后、博士、硕士、学士等学位授予权，在微生物学、动物学、植物学、细胞生物学、遗传学、生物信息学、生物化学与分子生物学7个二级学科招收和培养博士、硕士研究生。
南开大学生命科学学院的微生物学和动物学为国家重点学科，植物学为国家重点建设学科，生物学为天津市一级学科重点学科。